# قسطل (أسوان)
قرية قسطل هي إحدى القرى التابعة لمركز نصر النوبة في محافظة أسوان في جمهورية مصر العربية.